# Райківщинська сільська рада
| Райківщинська сільська рада — колишній орган місцевого самоврядування у Яготинському районі Київської області з адміністративним центром у с. Райківщина. Історична дата утворення: в 1919 році. Водоймища на території, підпорядкованій даній раді: річка Іржавець. Сільській раді підпорядковані населені пункти: - с. Райківщина - с. Розумівка - с. Рокитне |

## Склад ради
Рада складається з 12 депутатів та голови.

### Керівний склад ради
| ПІБ                             | Основні відомості                                                                       | Дата обрання | Дата звільнення |
| ------------------------------- | --------------------------------------------------------------------------------------- | ------------ | --------------- |
| Парфененко Володимир Григорович | Сільський голова, 1960 року народження, освіта, член Української Народної Партії        | 13.11.2015   |                 |
| Бойко Ольга Олексіївна          | Сільський голова, 1965 року народження, освіта середня спеціальна, член Партії регіонів | 31.10.2010   | 13.11.2015      |

Примітка: таблиця складена за даними джерела